# Nouvion
Nouvion település Franciaországban, Somme megyében. Lakosainak száma 1207 fő (2022. január 1.). Nouvion Crécy-en-Ponthieu, Forest-l’Abbaye, Forest-Montiers, Lamotte-Buleux, Noyelles-sur-Mer, Ponthoile, Sailly-Flibeaucourt és Le Titre községekkel határos.
A Halló, Halló! (angolul: 'Allo, 'Allo!) angol televíziós sorozat helyszíneként Nouviont nevezi meg, de a sorozat külső felvételeit valójában Norfolkban forgatták.

## Népesség
A település népességének változása:
| Lakosok száma | 1281 | 1314 | 1352 | 1316 | 1288 | 1259 | 1231 | 1220 | 1207 |
|               | 2013 | 2015 | 2016 | 2017 | 2018 | 2019 | 2020 | 2021 | 2022 |